# Perçage du lobe de l'oreille

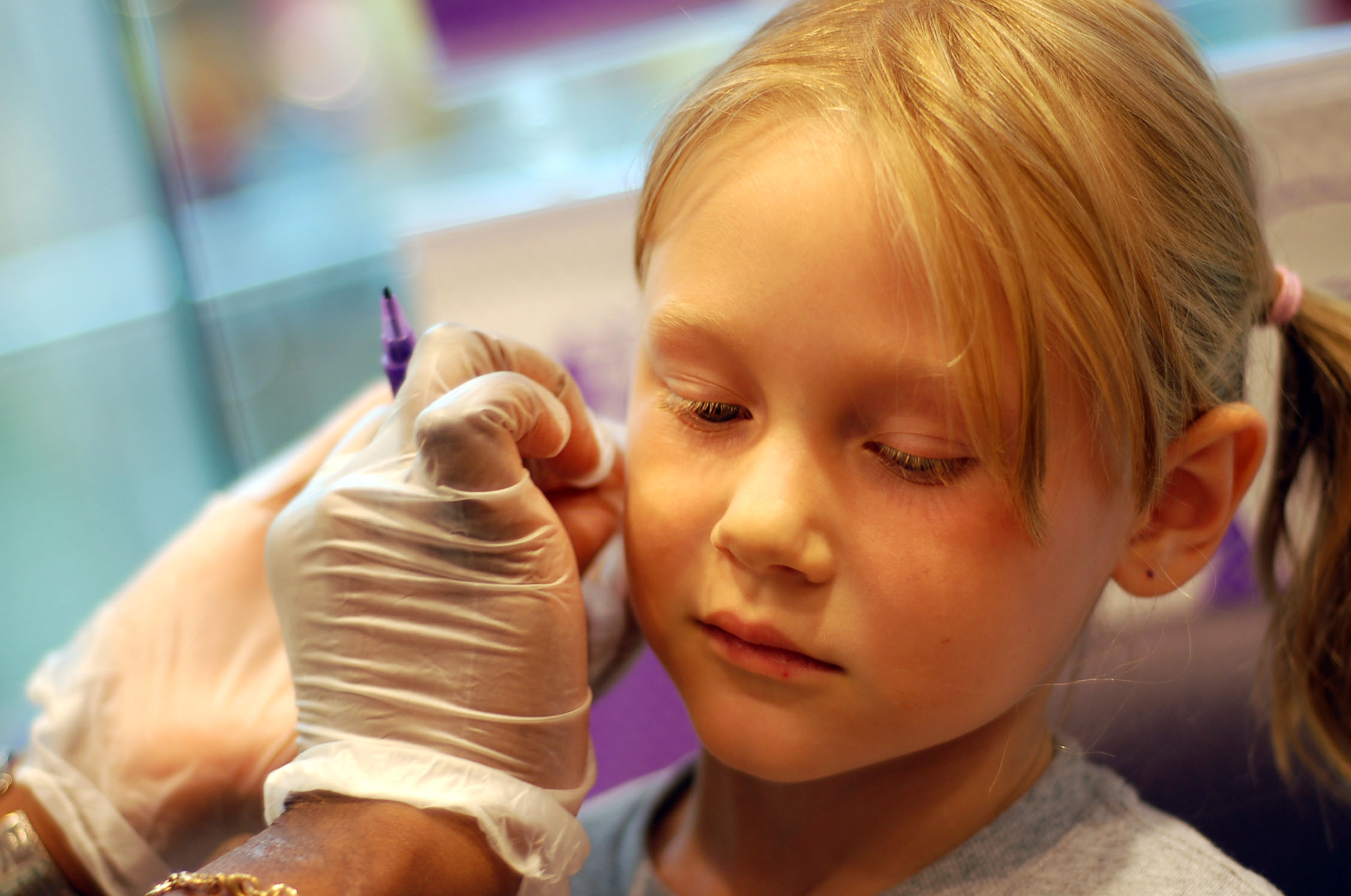
Perçage des oreilles d'une fillette.

Le perçage du lobe de l'oreille est une modification corporelle consistant à perforer le lobe de l'oreille dans le but d'y insérer un ornement, le plus souvent une boucle d'oreille. Considéré comme l'un des plus anciens perçages corporels, il apparaît dans nombreuses civilisations depuis l'âge du bronze. Cette pratique concerne essentiellement les femmes, principalement pour des raisons esthétiques. Elle s'inscrit également dans le cadre de certaines traditions religieuses et rites de passage. Les oreilles sont généralement percées avant l'âge adulte, plus ou moins tôt en fonction des cultures. Aujourd'hui, on estime que plus de 80% des femmes ont les lobes d’oreille percés,.

## Histoire

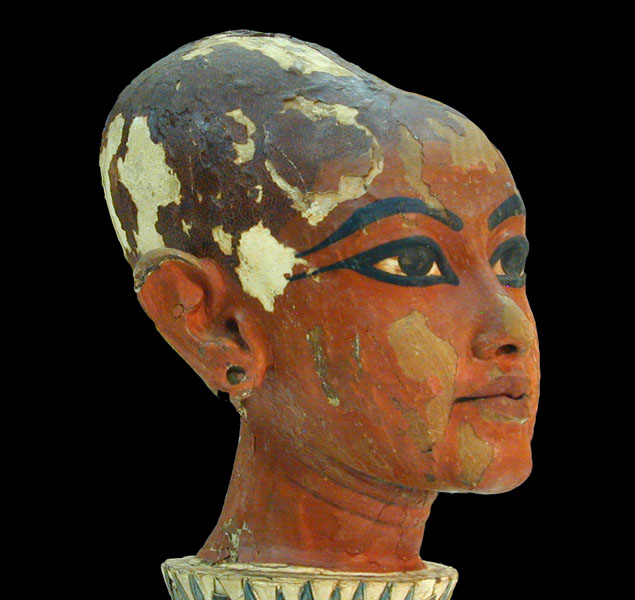
Statue de Toutankhamon enfant, ayant les oreilles percées.
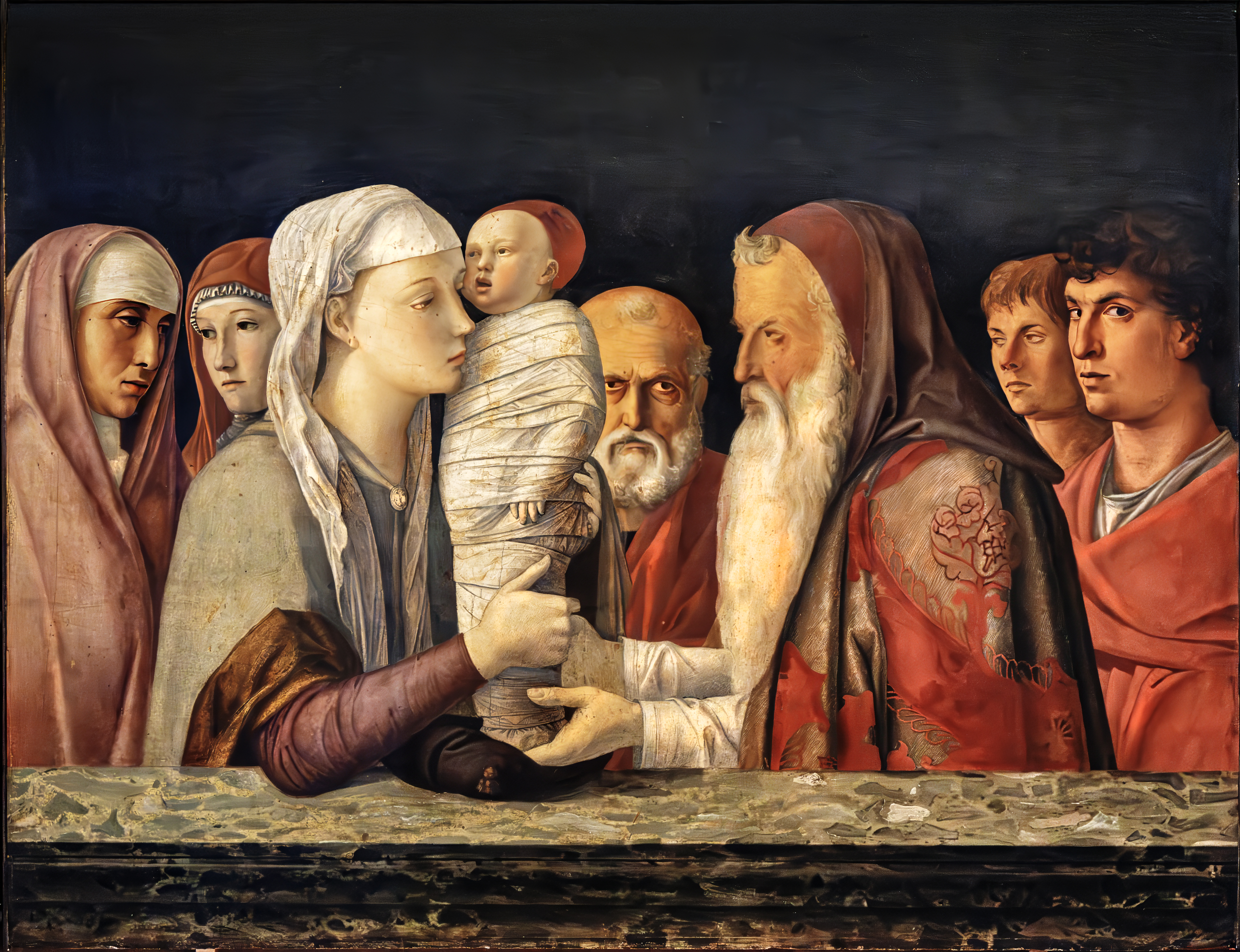
Marie (mère de Jésus) étant juive, elle est parfois représentée avec les oreilles percées dans les toiles du Moyen Âge.
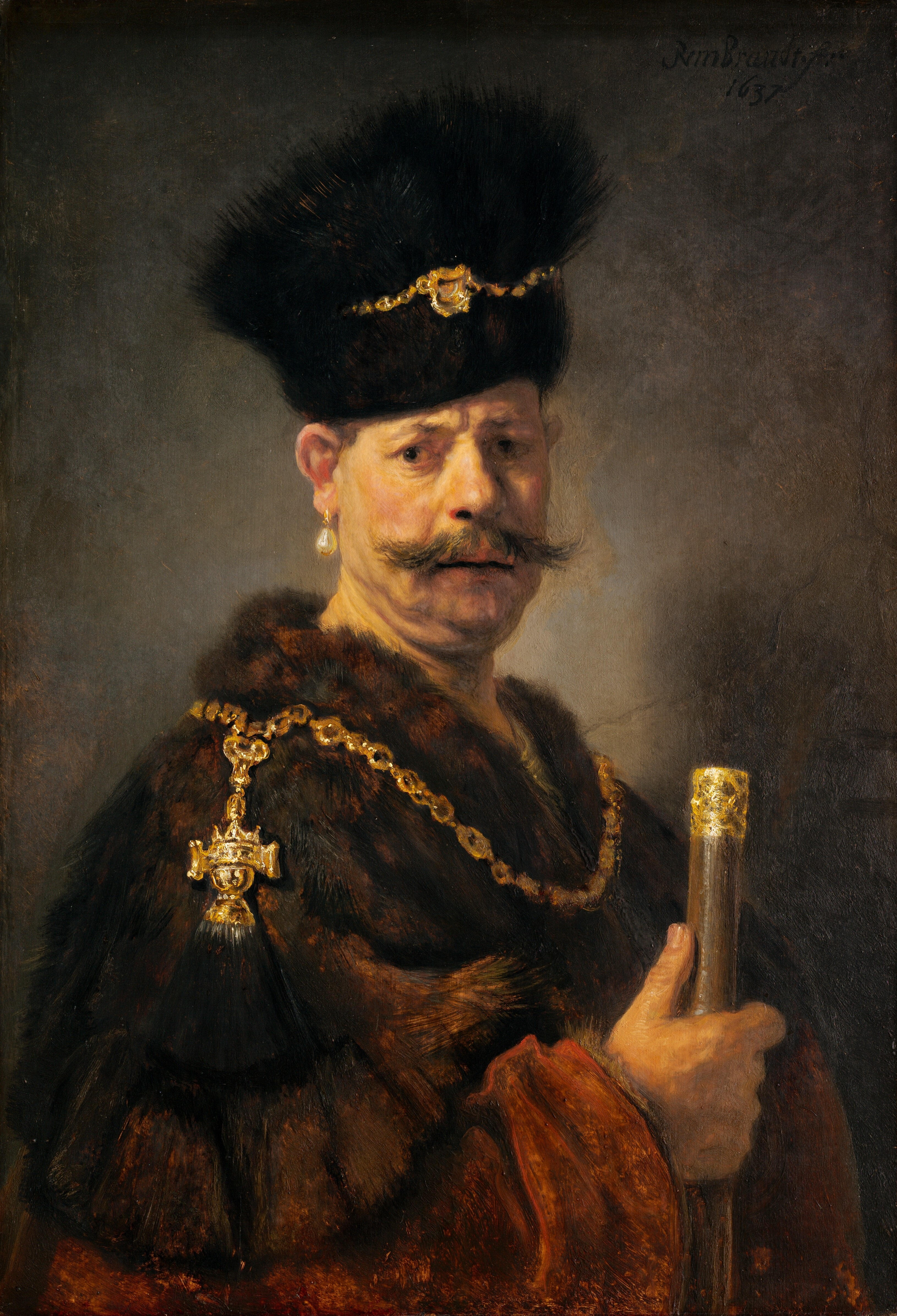
Il était courant chez les nobles de la Renaissance d'avoir les oreilles percées.
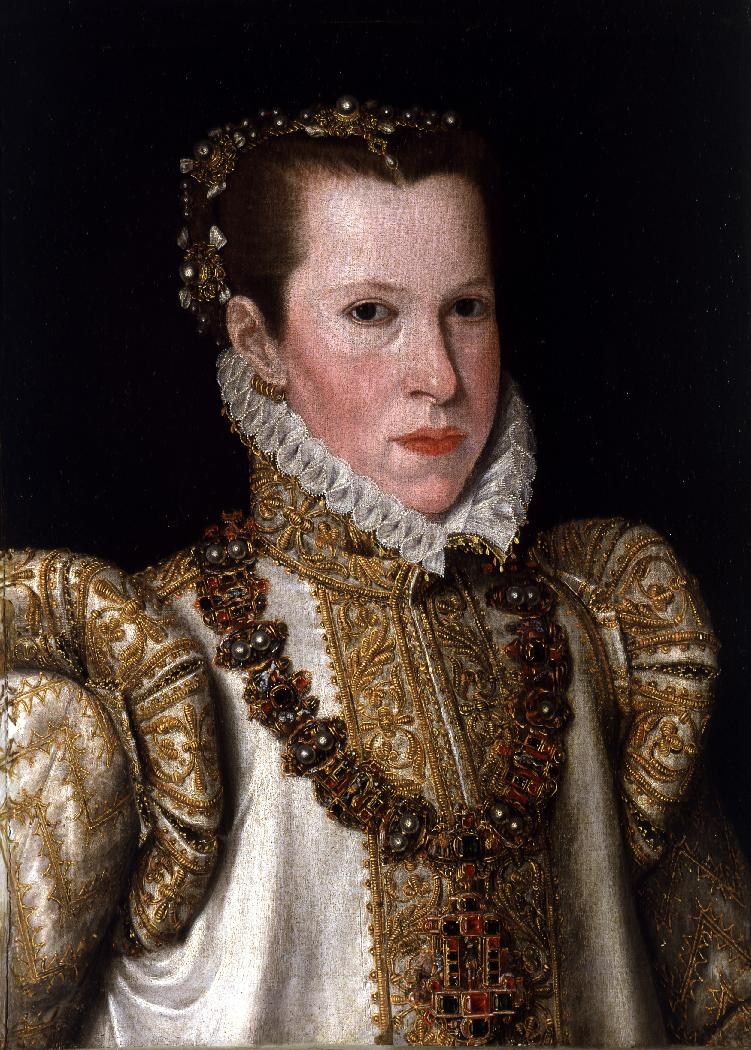
Certaines personnalités de la Renaissance ont eu de multiples perçages du lobe.

L'origine du perçage des oreilles est floue. Le plus ancien exemple connu à ce jour est Ötzi, homme préhistorique ayant vécu au Chalcolithique (Ve millénaire av. J.-C.) découvert avec les lobes percés,. Les tribus primitives d'Asie, d'Océanie et d'Afrique semblent également avoir pratiqué couramment le perçage d'oreille, pour des raisons magiques, esthétiques ou initiatiques.
À partir du IIe millénaire av. J.-C., le perçage du lobe de l'oreille est pratiqué dans un large panel de civilisations. Des traces archéologiques témoignent de sa popularité en Égypte antique, en Perse, en Mésopotamie, en Étrurie, en Grèce antique, dans l'Empire romain et dans l'Empire byzantin. À Rome, la popularité du perçage d'oreille fait apparaître le métier d'auriculae ornatrices, femmes médecins dont le rôle était de soigner les infections liées au perçage du lobe. Le perçage des oreilles concerne alors toutes les strates sociales, notamment les pharaons en Égypte, les soldats en Perse, les femmes de haut rang à Rome et les esclaves dans la Bible.
Aux premiers siècles de l’ère chrétienne, le perçage des oreilles reste fréquent en Asie et en Europe. En témoignent notamment les représentations de Bouddha dont les lobe d'oreille sont percés et étirés. Des traces du perçage d'oreille datant de cette époque sont également présentes dans les cultures indiennes, khmer, franque et lombarde.
Vers le IXe siècle, les boucles d'oreille tendent à disparaître d'Europe du Nord. Le perçage des oreilles devient rapidement un marqueur d'infâmie associé à certaines professions (bourreaux, juges, jongleurs, etc.) et imposé aux populations marginalisées (prostituées, lépreux, hérétiques, etc.). Plus généralement, les modifications corporelles sont alors considérées comme une offense à la perfection divine, un crime grave pour l'époque. Pour des raisons moins claires, le perçage des oreilles devient également un des  marqueurs du compagnonnage.
Le perçage du lobe ne réapparaît dans les hautes sphères sociales qu'à la Renaissance. Ce renversement est parfois attribué aux découvertes de Christophe Colomb et Amerigo Vespucci, qui constatent la pratique dans les peuples d'Amérique. Certains hommes célèbres de l'époque se font alors percer les oreilles, comme l'illustrent des représentations d'Henri III, François de Guise, Walter Raleigh, Francis Drake et William Shakespeare,. Quoique peu documentée, la tendance aux perçages multiples du lobe semble également avoir existé à cette période.
Après plusieurs siècles de popularité, le perçage des oreilles passe de mode dans les années 1930. L'acte est peu à peu considéré comme une mutilation barbare. Avoir les oreilles percées paraît vulgaire et synonyme de mauvaises mœurs. Cela favorise l'essor des boucles d'oreille à clip qui achèvent de faire disparaître le perçage du lobe. La tendance regagne progressivement du terrain à partir des années 1970, d'abord chez les femmes, puis plus modestement chez les hommes dans les milieux de la musique, du sport et dans la communauté gay.
Jusqu'alors, le perçage des oreilles était généralement réalisé de manière artisanale au sein du cercle familial. Vers la fin des années 1970, les boutiques d'accessoires et les bijoutiers commencent à proposer le perçage des oreilles en s'appuyant notamment sur les pistolets perce-oreille. Dès 1978, la chaîne de boutiques d'accessoires Claire's fait du perçage des oreilles l'une de ses spécialités.
À partir des années 1990, les modifications corporelles (dont les perçages corporels) jouissent d'une popularité sans précédent. Le perçage multiple du lobe devient courant. En France, une étude datée de 1994 estime que 90% des femmes ont les oreilles percées, et 15% d'entre elles les ont percées plus d'une fois.

## Spécificités régionales

### Europe et Amérique du Nord
Dans les pays occidentaux, le perçage du lobe de l'oreille est généralement réalisé durant l'enfance ou à l'adolescence. Il est parfois associé à la puberté ou réalisé à l'occasion de fêtes religieuses telles que le baptême.
Dans la plupart des pays européens, le perçage des oreilles est proposé par les salons de piercing, les bijouteries, les magasins d'accessoires et les pharmacies. En Amérique du Nord, il est fréquemment pratiqué par les médecins généralistes et dans les centres commerciaux. En revanche, contrairement à une idée répandue, les acupuncteurs ne percent généralement pas les oreilles.

### Amérique Latine

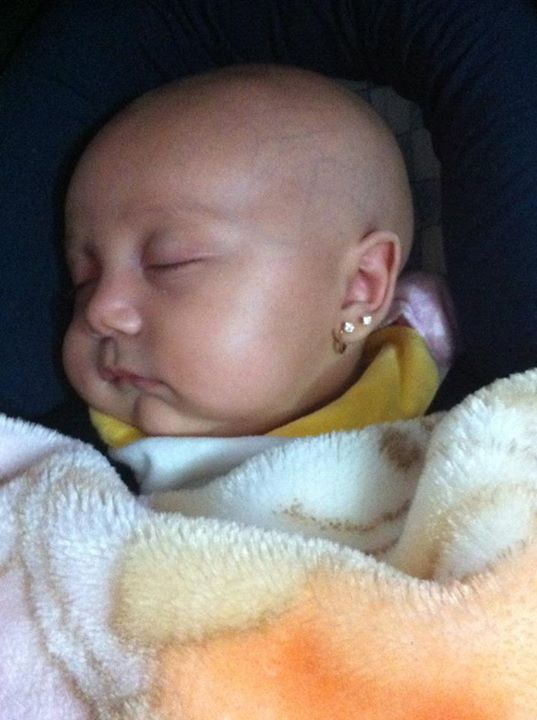
Triple perçage d'oreille d'un nouveau-né.

Dans plusieurs pays d'Amérique Latine, dont le Nicaragua, la Colombie, le Vénézuela, le Costa Rica, le Panama et le Brésil, les oreilles des petites filles sont percées dès la naissance, à la maternité,, parfois avant même d'être présentées à leur mère. Dans certains de ces pays, il est courant de percer à la naissance deux ou trois fois les lobes d'oreille.
Souvent inclus dans le « kit de naissance », ce service est réalisé par le corps médical dans le but de limiter les infections.

### Hindouisme

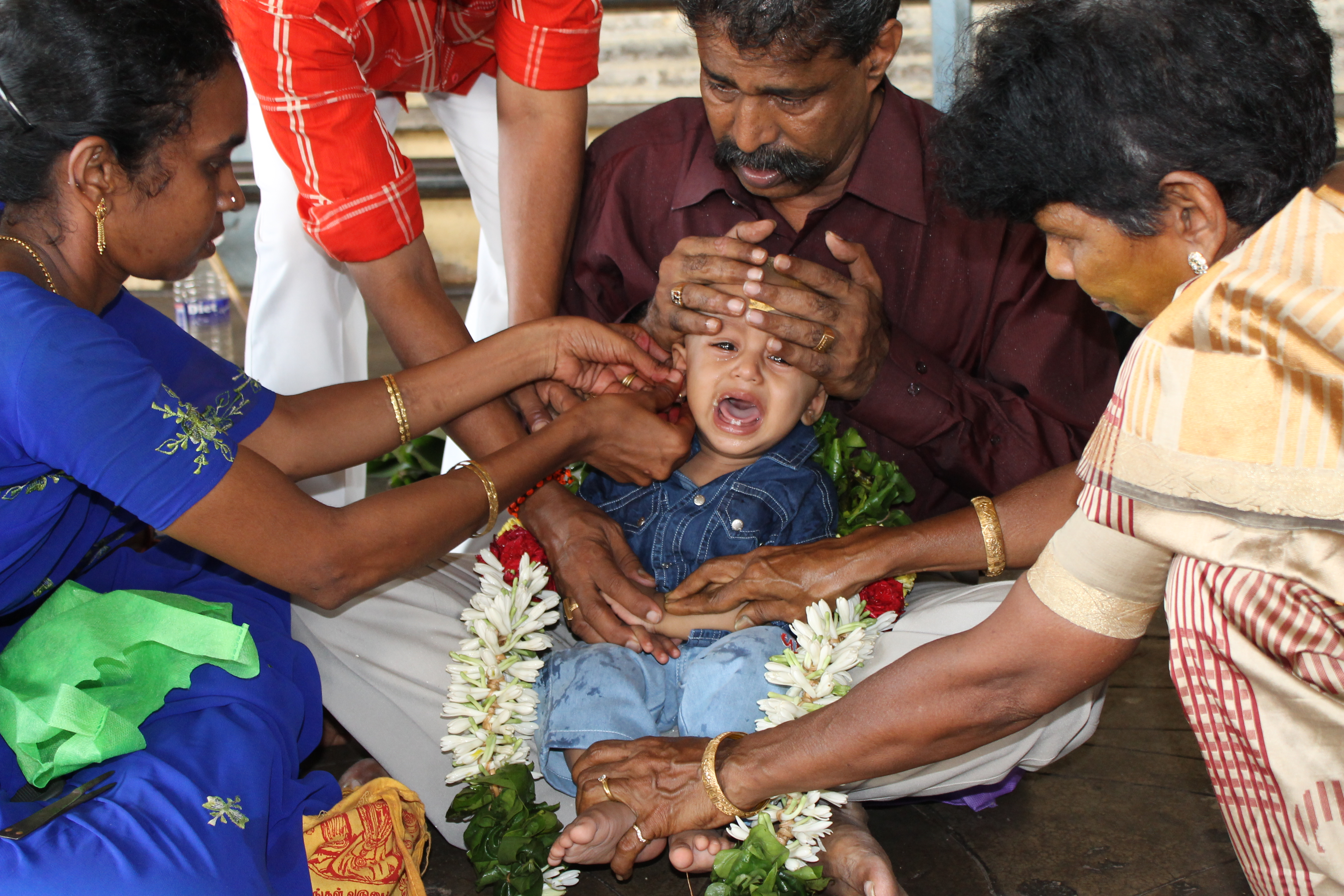
Une cérémonie de Karnavedha.

Pratiqué en Inde et dans la culture tamoul, le Karnavedha est un rite de l'hindouisme consistant à percer les oreilles de son enfant. Le perçage des oreilles est systématique pour les filles, il est plus rare pour les garçons.
L'acte est parfois également accompagné d'une tonte des cheveux.
La cérémonie peut avoir lieu dès que l'enfant atteint six mois, ou dans les années d'âge impair. Les invités sont conviés de manière formelle, au moyen d'un carton d'invitation aux motifs traditionnels. Au moment du perçage, la tradition veut que l'enfant soit placé sur les genoux de son oncle. Les oreilles sont alors percées par un professionnel à l'aide d'une aiguille en or. Les filles se voient d'abord percer l'oreille gauche, puis la droite. La règle s'inverse pour les garçons. Aujourd'hui, la cérémonie est parfois guidée par les conseils d'un médecin.
La tradition attribue diverses vertus au perçage de l'oreille, notamment une meilleure régulation des cycles menstruels.

## Procédure et cicatrisation
Le perçage du lobe de l'oreille est un acte rapide et bénin, mais pouvant conduire à des complications. En raison des risques d'infections, il est déconseillé aux femmes enceintes ou allaitantes. Il est également contre-indiqué en cas d'allergies aux matériaux utilisés (latex, métaux), maladies affectant le système immunitaire (cancer, diabète, sida ou maladie auto-immune), maladies de peau (psoriasis, eczéma) et troubles de la coagulation,.
La procédure implique la désinfection de la peau, le marquage au feutre de la zone à percer et l'utilisation de matériel stérile pour le perçage.
La sensation du perçage de l'oreille s'apparente à un pincement du lobe, plus ou moins douloureux en fonction des méthodes. Certains spécialistes proposent un gel anesthésiant pour limiter la douleur. Il est parfois également possible de se faire percer les deux oreilles en même temps.
Il est généralement possible de choisir ses premières boucles d'oreille. La plupart des professionnels favorisent les puces (ou clous) d'oreille de petite dimension, car elles sont les moins sensibles aux infections. En effet, les anneaux ou boucles pendantes favorisent les risques de friction avec les vêtements et les cheveux.
En France, le perçage des oreilles est proposé par de nombreuses bijouteries, certaines boutiques d'accessoires et les salons de piercing. L'acte dure quelques minutes et coûte typiquement entre 20 et 30 euros. Le service est parfois gratuit moyennant l'achat des boucles d'oreille de perçage. Les mineurs doivent être accompagnés de leur responsable légal, et la plupart des établissements imposent un âge minimum, typiquement 6 ou 24 mois.
Pour éviter un déplacement du trou avec l'âge, il est recommandé d'attendre la fin de la croissance du lobe de l'oreille. Celle-ci s'établit généralement autour de 6 ans.

### Perçage à l'aiguille

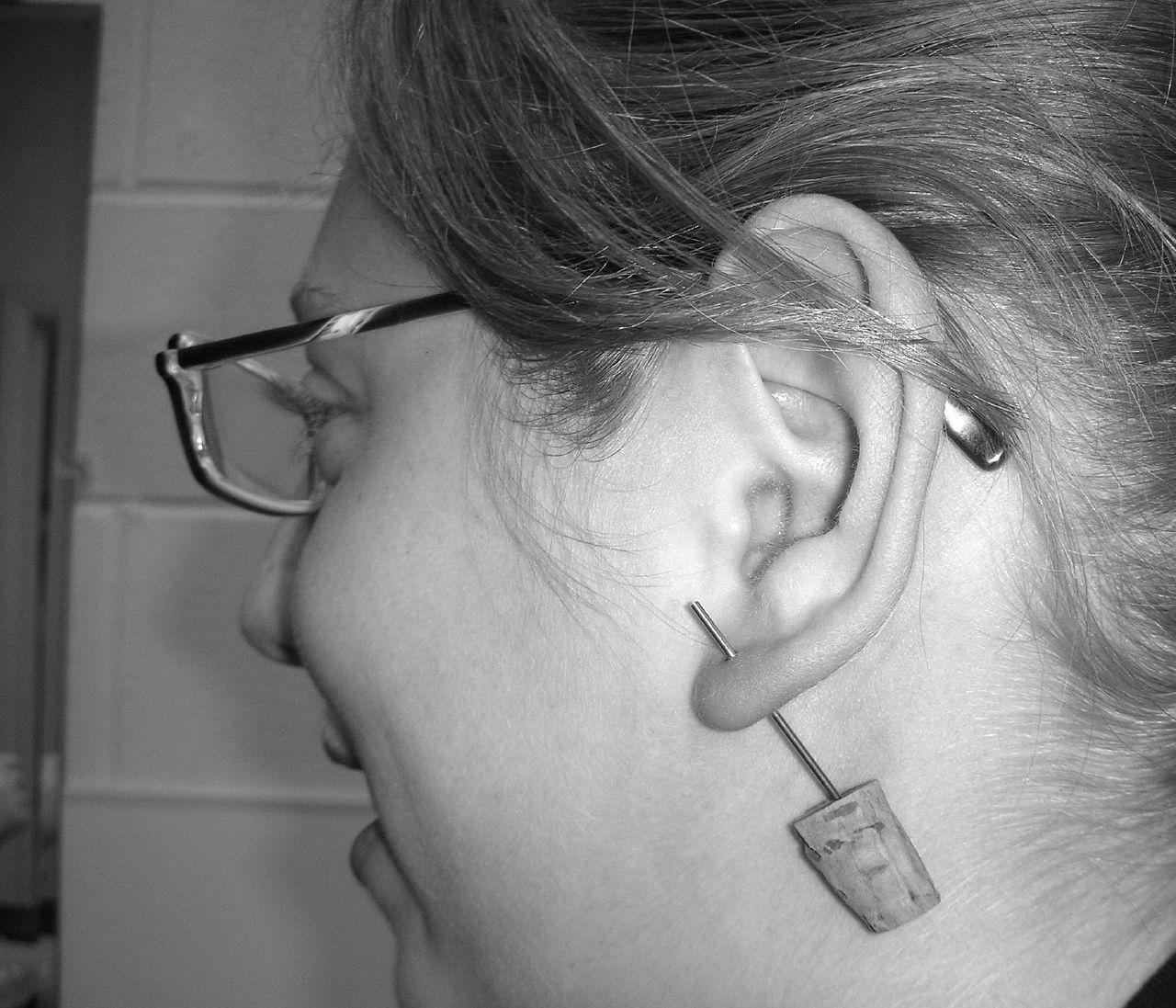
Perçage des oreilles par la méthode traditionnelle

Les techniques de perçage du lobe de l'oreille ont évolué avec le temps. Jusqu'au milieu des années 1970, le perçage de l'oreille était réalisé dans le cadre familial à l'aide d'une aiguille.
La méthode traditionnelle consiste à utiliser un objet pointu (poinçon, aiguille) préalablement désinfecté à la flamme pour former le trou. Lors du perçage, un objet peu dense (pomme, bouchon de liège, etc.) est placé derrière l'oreille pour arrêter la course de l'aiguille. Cette dernière est ensuite remplacée par un bijou temporaire, qui peut être un fil de métal, un fil de couture sur lequel ont été pratiqués des nœuds à intervalles réguliers, ou une boucle d'oreille.
Le perçage à l'aiguille est aujourd'hui pratiqué dans les studios de piercing. Il est généralement pratiqué à l'aide d'une aiguille creuse de diamètre 1,2 mm (16G), le trou étant ensuite amené à réduire pour atteindre un diamètre final de 0,8 mm (20G), correspondant à celui des boucles d'oreille classiques. Pour faciliter la procédure, le lobe est parfois maintenu à l'aide d'une pince Foerster (en). Certains perceurs utilisent également un Cathéter, bien que ce dernier ne soit pas prévu pour réaliser un piercing.
Les pierceurs proposent en général des bijoux en acier chirurgical (en) ou en titane. Les deux matériaux sont hypoallergéniques à condition qu'ils soient de grade ASTM F-138 pour l'acier, et ASTM F-136 pour le titane.

### Dispositifs mécaniques pour le perçage du lobe

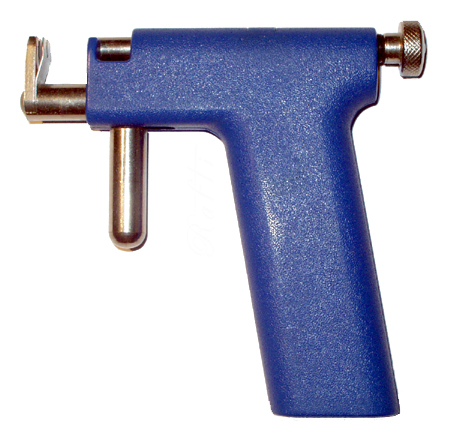
Un pistolet perce-oreille.

Développés dans les années 1960, les pistolets perce-oreille sont des systèmes mécaniques conçus pour percer le lobe de l'oreille. Ils utilisent en lieu et place de l'aiguille une boucle d'oreille dont l'extrémité est pointue. Les modèles les plus anciens ressemblent à un pistolet et utilisent un ressort : lorsqu'on presse la détente, la boucle d'oreille est poussée au travers du lobe par le ressort. Des modèles plus récents ont éliminé le ressort, la boucle d'oreille est alors poussée par une simple flexion des doigts. Ces systèmes sont moins douloureux que leurs équivalents à ressort.
Les modèles les plus célèbres sont  l'Universal de Studex et le Blu de Caflon. Pour des raisons d'hygiène, les pistolets actuels utilisent des cartouches stériles contenant la boucle d'oreille et son fermoir. En théorie, seuls les éléments stériles touchent l'oreille du client, ce qui permet de réutiliser le pistolet en limitant les risques.
Aujourd'hui, l'utilisation du pistolet perce-oreille fait débat. En effet, la boucle d'oreille étant poussée en force par le pistolet, elle tend à endommager les tissus cutanés là ou l'utilisation de l'aiguille permet une incision moins traumatisante. De plus, le pistolet perce-oreille étant réutilisé, il existe un risque de contamination entre les différents clients.
Les bijouteries et boutiques d'accessoires utilisent exclusivement les pistolets perce-oreille, l'usage des aiguilles étant réservé aux pierceurs. En France, l'utilisation des pistolets perce-oreille est règlementée; seuls les lobes d'oreille et l'aile du nez peuvent être percés au moyen de ces instruments.

### Cicatrisation
La cicatrisation d'un lobe percé dure six à huit semaines. Durant cette période, les boucles d'oreille doivent être gardées en permanence. De plus, il est recommandé de procéder à des soins quotidien pour limiter les risques d'infection. Dans les deux semaines qui suivent le perçage, on conseille généralement de nettoyer la zone percée deux fois par jour avec du savon antibactérien ou avec la solution de soin fournie par certains bijoutiers. Des résidus physiologiques peuvent apparaître dans la zone percée (concrétions de lymphe notamment) et doivent être éliminés. Après quinze jours et en l'absence de signe visible d'infection, il est possible de réduire les soins à une fois par jour.
Pendant les deux premiers mois, il est recommandé d'éviter les baignades. Après cette période, les boucles d'oreille peuvent être changées, mais il est indispensable de porter des boucles d'oreilles quotidiennement pendant six mois à un an pour éviter que le trou ne se referme. Les professionnels recommandent ainsi de porter des boucles d'oreille en permanence jusqu'à 6 mois après le perçage.
Concernant la première paire de boucle d'oreille, les puces ou clous d'oreille de petite taille sont les plus adaptés. Discrets et proches du lobe, ces bijoux limitent les risques d'agression (cheveux pris dans la boucle d'oreille, frottements…). Les matériaux à favoriser sont l'or et l'acier chirurgical, tous les deux hypoallergéniques et résistants à l'oxydation. Enfin, il faut veiller à ne pas trop serrer les boucles d'oreille afin de limiter les risques d'infection.

## Risques liés au perçage

### Infections
Le perçage des oreilles étant une effraction cutanée, il peut conduire à la transmission de maladies graves. En particulier, l'utilisation d'équipements non stériles peut donner lieu à des infections virales, notamment les hépatites B et C et le virus du sida. La période la plus sensible aux infections est juste après le perçage. Si les infections du lobe de l'oreille restent rares, il existe néanmoins des cas d'oreilles trop sensibles pour pouvoir être percées.

### Allergies
Des études scientifiques ont montré que les allergies aux métaux peuvent être activées après une effraction cutanée. Ces allergies, qui peuvent conduire à l'apparition de démangeaisons et de purulence, sont assez fréquentes pour le nickel et le cobalt. Les bijoux de fantaisie (qui contiennent souvent ces métaux) sont ainsi souvent liés à des dermites de contact. Le développement des allergies peut être limité par l'utilisation d'aiguilles en acier chirurgical ou en titane pour le perçage. Les personnes étant allergiques ne supportent généralement pas les bijoux en cuivre, en argent ou en bronze, mais l'or reste un matériau très rarement allergène.

### Chéloïdes
Les chéloïdes sont des boucles de fibre fermes et caoutchouteuses pouvant apparaître à la suite d'un acte chirurgical. Sans gravité particulière, ces nodules sont néanmoins disgracieux et peuvent conduire à des démangeaisons. Aujourd'hui, le lobe de l'oreille est l'un des emplacements les plus courants, notamment à cause du perçage.